# BRDC International Trophy

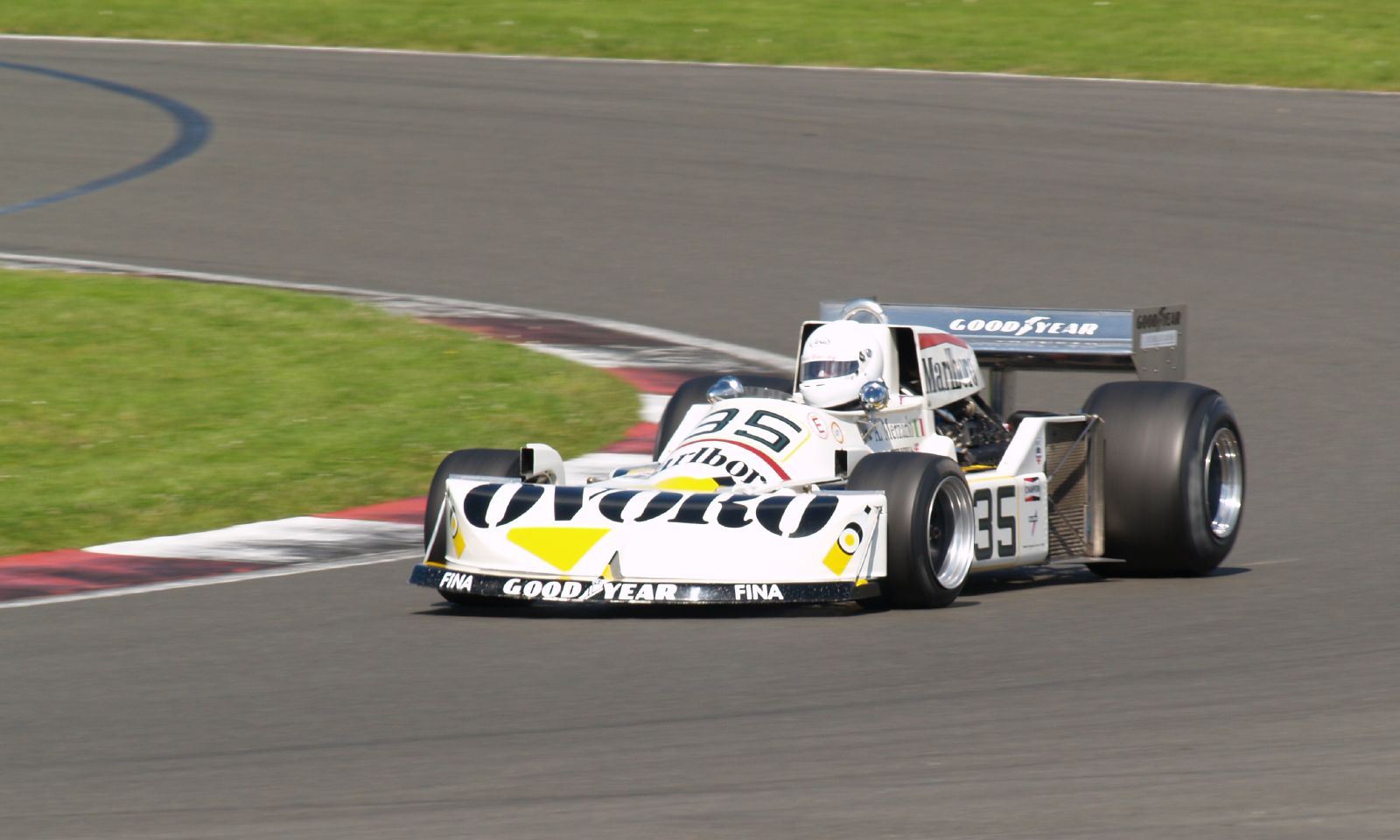
Питер Данн на March 761 — Cosworth на пути к своей победе в «Международном призе» 2007 года.

BRDC International Trophy («Международный приз» Британского клуба автогонщиков) — автогонка, проводившаяся в 1949—2012 годах Британским клубом автогонщиков на автодроме «Сильверстоун» в Англии. На протяжении многих лет, наряду с Гонкой чемпионов в Брэндс-Хэтче, она являлась одной из ведущих внезачётных гонок «Формулы-1». Соревнование было учреждено Британским клубом автогонщиков (BRDC) в августе 1949 года и организовано газетой Daily Express. В нём участвовали автомобили, отвечающие современным правилам автогонок Гран-при. BRDC переняли название у соревнований, которые проводились на «Бруклендсе» в начале 1930-х годов. Помимо основных заездов в высшем классе, проводились и гонки поддержки на машинах младших формульных категорий и/или на кузовных автомобилях.

## История
Первое мероприятие 1949 года на «Сильверстоун» было примечательно тем, что впервые использовались дороги по периметру бывшего аэродрома, без применения основных взлётно-посадочных полос. Помимо машин класса «Формула-1» состоялись заезды для машин популярной в то время категории «500 см³» (которая со следующего года стала называться «Формула-3»), а также прошла гонка поддержки на серийных автомобилях. На дебютную гонку собралось около 110 тысяч зрителей. Конфигурация трассы в дальнейшем сохранялась на протяжении более чем сорока лет.
С появлением чемпионата мира для гонщиков, в 1950 году BRDC International Trophy стал внетурнирной гонкой, проводимой с использованием гоночных машин класса «Формула-1». Соревнования 1950 года также проводились в августе, однако с 1951 года и далее (за исключением 1957 года) гонка проводилась в апреле и мае, ближе к началу сезона чемпионата мира Формулы-1. Организация в такое время привлекала лучших команд и гонщиков, позволяя им практиковаться в условиях трассы до начала сезона. В 1952 и 1953 году гонки на приз проводились на машинах «Формулы-2», в связи с тем, что в те годы чемпионат мира проводился по этим техническим требованиям.
В 1961 году соревнование стало этапом Интерконтинентальной Формулы — турнира, который задумывался как альтернатива чемпионату мира, но не смог победить в этой борьбе и прекратил своё существование после единственного неполного сезона. Гонка 1970 года стала примечательна тем, что в ней одновременно принимали участие автомобили Формулы-1 и Формулы-5000. Результаты, показанные гонщиками Формулы-5000 шли в зачёт чемпионата Европы Формулы-5000. В 1978 году проводился тридцатый International Trophy, и последний, действовавший с учётом правил современной Формулы-1. По мере того, как автомобили этого класса становились все сложнее, для команд и гонщиков обходилось слишком дорогим участие во внезачётных гонках. В 1980 году основной заезд снова проходил на машинах Формулы-1, но на моделях одно-/двухлетней давности, это был этап Британской Формулы-1 того года.
В 1977, 1979 и 1981—1984 годах в рамках гонки проводились этапы чемпионата Европы «Формулы-2». После сезона 1984 года этот чемпионат сменился международным чемпионатом «Формулы-3000», и BRDC International Trophy стал этапом нового турнира. В свою очередь, именно замена Формулы-3000 на GP2 в 2005 году положила конец «Международному призу», как мероприятию для современных гоночных автомобилей.
С 2005 по 2012 год на ежегодной гонке Silverstone Classic вручался приз победителю гонки на исторических автомобилях Формулы-1.

## Обладатели BRDC International Trophy

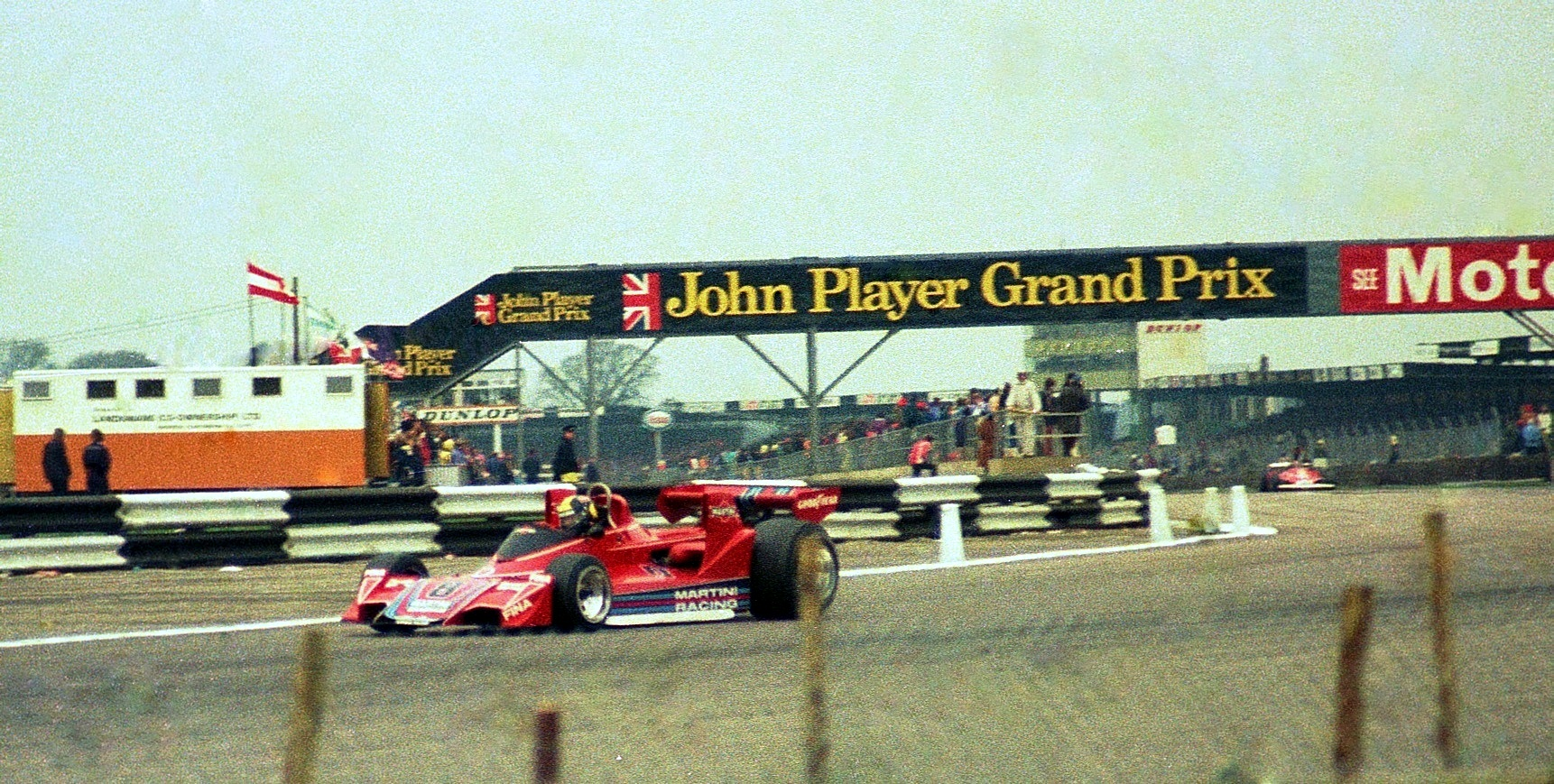
Фрагмент гонки 1976 года.

### 1949—1976, 1978 и 1980: гонки Формулы-1
| Год      | Гонщик                | Автомобиль        |
| -------- | --------------------- | ----------------- |
| 1949     | Альберто Аскари       | Ferrari           |
| 1950     | Джузеппе Фарина       | Alfa Romeo        |
| 1951     | Редж Парнелл          | Ferrari           |
| 1952*    | Лэнд Маклин           | HWM-Alta          |
| 1953*    | Хоторн Майк           | Ferrari           |
| 1954     | Хосе Фройлен Гонсалес | Ferrari           |
| 1955     | Питер Коллинз         | Maserati          |
| 1956     | Стирлинг Мосс         | Vanwall           |
| 1957     | Жан Бера              | BRM               |
| 1958     | Питер Коллинз         | Ferrari           |
| 1959     | Джек Брэбем           | Cooper-Climax     |
| 1960     | Иннес Айрленд         | Lotus-Climax      |
| 1961**   | Стирлинг Мосс         | Cooper-Climax     |
| 1962     | Грэм Хилл             | BRM               |
| 1963     | Джим Кларк            | Lotus-Climax      |
| 1964     | Джек Брэбем           | Brabham-Climax    |
| 1965     | Джеки Стюарт          | BRM               |
| 1966     | Джек Брэбем           | Brabham-Repco     |
| 1967     | Майк Паркс            | Ferrari           |
| 1968     | Денни Халм            | McLaren-Ford      |
| 1969     | Джек Брэбем           | Brabham-Ford      |
| 1970***  | Крис Эймон            | March-Cosworth    |
| 1971     | Грэм Хилл             | Brabham-Cosworth  |
| 1972     | Эмерсон Фиттипальди   | Lotus-Ford        |
| 1973     | Джеки Стюарт          | Tyrrell-Ford      |
| 1974     | Джеймс Хант           | Hesketh-Cosworth  |
| 1975     | Ники Лауда            | Ferrari           |
| 1976     | Джеймс Хант           | McLaren-Ford      |
| 1978     | Кеке Росберг          | Theodore-Cosworth |
| 1980**** | Элисео Саласар        | Уильямс — Косворт |

* — в 1952 и 1953 годах гонка проводилась по техрегламенту класса «Формулы-2».

** — в 1961 году основной заезд проводился в рамках недолговечной Интерконтинентальной Формулы.

*** — в 1970 году машины «Формулы-1» стартовали совместно с машинами «Формулы-5000», для которых это был этап чемпионата Европы Формулы-5000.

**** — в 1980 году гонка была этапом Британской Формулы-1.

### 1977, 1979, 1981—1984: гонки «Формулы-2»
В этот период гонка являлась официальным этапом чемпионата Европы «Формулы-2».
| Год  | Гонщик         | Автомобиль               |
| ---- | -------------- | ------------------------ |
| 1977 | Рене Арну      | Renault — Гордини        |
| 1979 | Эдди Чивер     | Озелла — BMW             |
| 1981 | Майк Таквелл   | Ральт — Хонда            |
| 1982 | Штефан Беллоф  | Маурер — BMW / Хайдеггер |
| 1983 | Беппе Габбиани | Марч — BMW / Rosche      |
| 1984 | Майк Таквелл   | Ральт — Хонда / Муген    |

### 1985—2004: гонки «Формулы-3000»
В этот период гонка являлась официальным этапом Международной «Формулы-3000».
| Год     | Гонщик                                        | Автомобиль                                    |                                               |
| ------- | --------------------------------------------- | --------------------------------------------- | --------------------------------------------- |
| 1985 г. | Майк Таквелл                                  | Ральт — Косворт                               |                                               |
| 1986 г. | Паскаль Фабр                                  | Лола — Косворт                                |                                               |
| 1987 г. | Маурисио Гугельмин                            | Ральт — Хонда                                 |                                               |
| 1988 г. | Роберто Морено                                | Рейнард — Косворт                             |                                               |
| 1989 г. | Томас Даниэльссон                             | Рейнард — Косворт                             |                                               |
| 1990 г. | Аллан МакНиш                                  | Лола — Муген Хонда                            |                                               |
| 1991 г. | Не проводился в связи с реконструкцией трассы | Не проводился в связи с реконструкцией трассы | Не проводился в связи с реконструкцией трассы |
| 1992 г. | Жорди Жене                                    | Рейнард-Муген Хонда                           |                                               |
| 1993 г. | Жиль де Ферран                                | Рейнард — Косворт                             |                                               |
| 1994 г. | Франк Лагорс                                  | Рейнард — Косворт                             |                                               |
| 1995 г. | Рикардо Россет                                | Рейнард — Косворт                             |                                               |
| 1996 г. | Кенни Брак                                    | Лола — Зайтек                                 |                                               |
| 1997 г. | Том Кристенсен                                | Лола — Зайтек                                 |                                               |
| 1998 г. | Хуан Пабло Монтойя                            | Лола — Зайтек                                 |                                               |
| 1999 г. | Николас Минасян                               | Лола — Зайтек                                 |                                               |
| 2000 г. | Марк Уэббер                                   | Лола — Зайтек                                 |                                               |
| 2001 г. | Себастьен Бурдэ                               | Лола — Зайтек                                 |                                               |
| 2002 г. | Томаш Энге                                    | Лола — Зайтек Джадд                           |                                               |
| 2003 г. | Бьорн Вирдхейм                                | Лола — Зайтек Джадд                           |                                               |
| 2004 г. | Витантонио Льюцци                             | Лола — Зайтек Джадд                           |                                               |

### 2005—2007: гонки исторических машин Формулы-1
| Год     | Гонщик         | Автомобиль        |
| ------- | -------------- | ----------------- |
| 2005 г. | Дункан Дейтон  | Уильямс — Косворт |
| 2006 г. | Манфредо Росси | Brabham — Repco   |
| 2007 г. | Питер Данн     | Марч — Cosworth   |
| 2008 г. | Питер Сауерби  | Уильямс — Косворт |
| 2012 г. | Билл Кумбс     | Тиррелл — Косворт |

В 2005 году проводилось Гран-при «чистокровных» гоночных автомобилей, в 2006—2007 и 2012 годах: заезды в рамках Формулы Мастерс, в 2008 году: этап Исторического чемпионата Формулы-1.